# Serie C2 1998/1999
Soutěžní ročník Serie C2 1998/99 byl 21. ročník čtvrté nejvyšší italské fotbalové ligy. Soutěž začala 6. září 1998 a skončila 13. června 1999. Účastnilo se jí celkem 54 týmů rozdělené do tří skupin po 18 klubech. Z každé skupiny postoupil vítěz přímo do třetí ligy, druhý postupující se probojoval přes play off.